# Station Helsingør

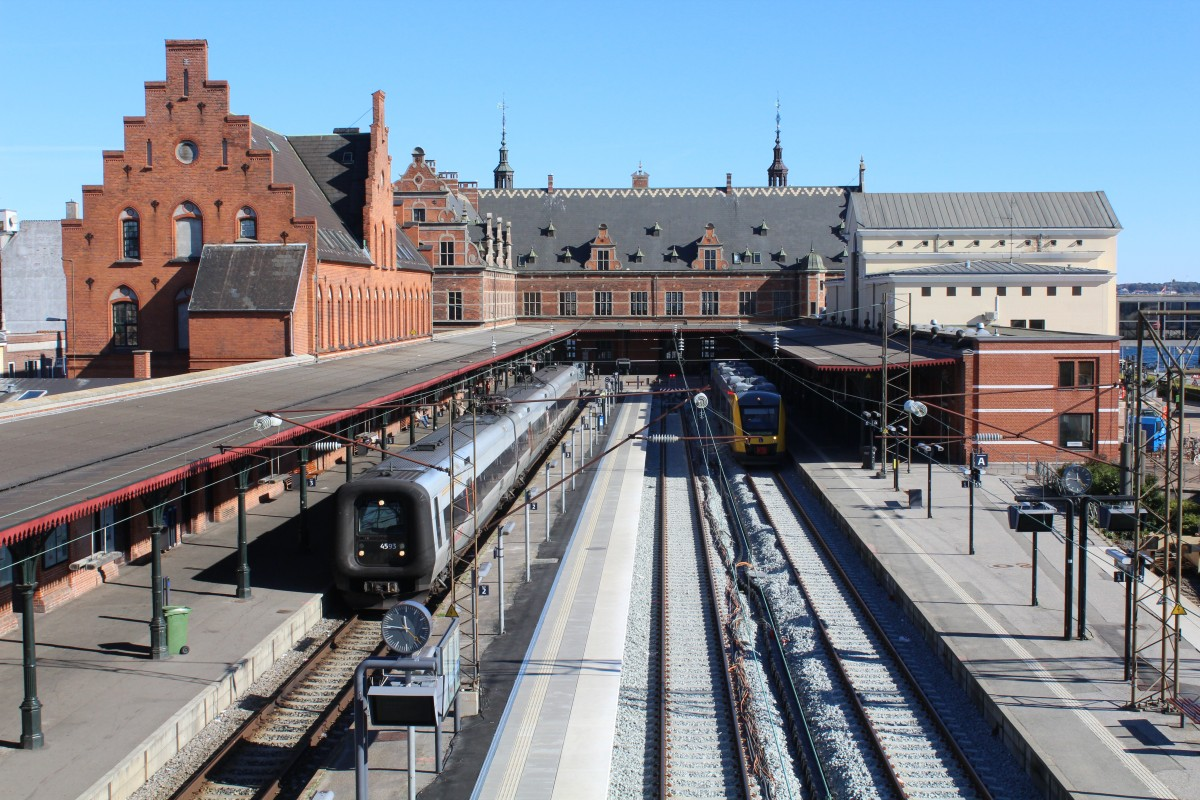
Perrons van station Helsingør
(foto Kurt Rasmussen)

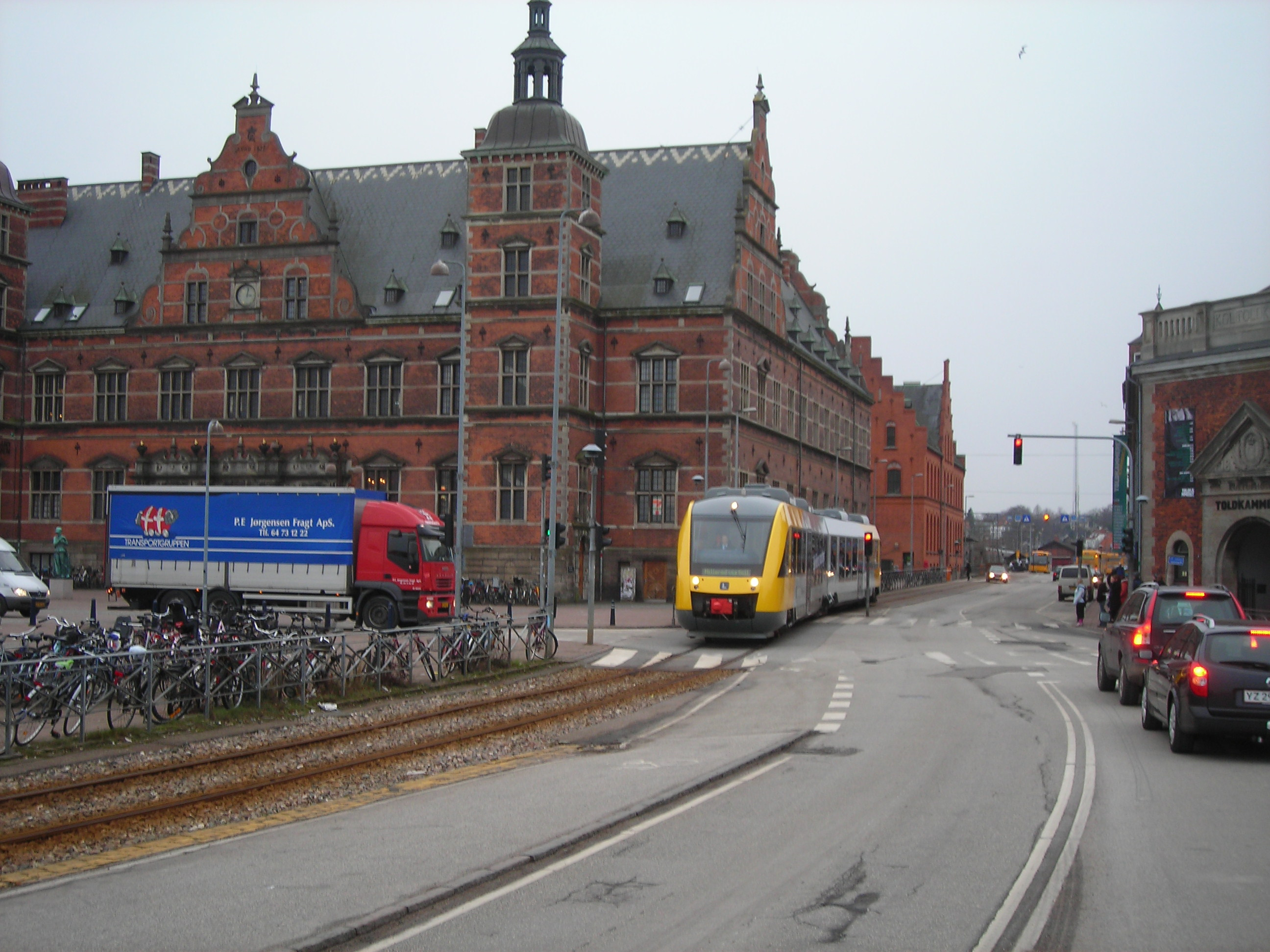
Een LINT-treinstel naar Hillerød via Gilleleje op het straatspoor naast het stationsgebouw

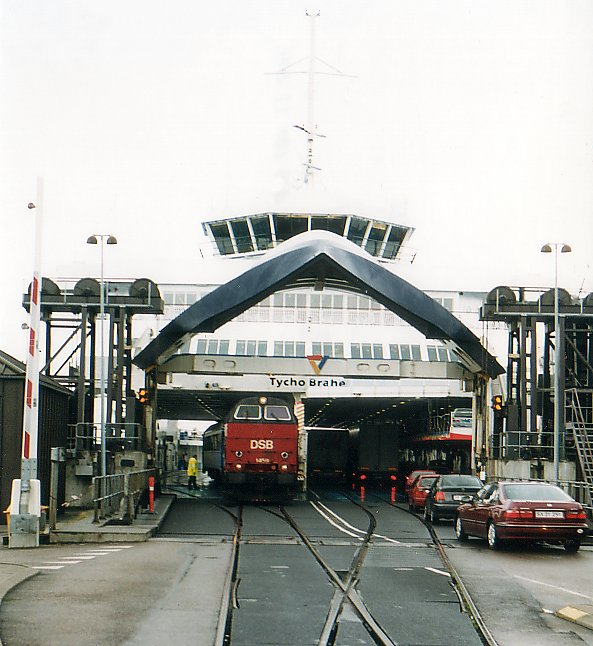
Spoorpont in de Deense Kustspoorlijn

Station Helsingør is een treinstation in Helsingør, Denemarken, dat is geopend op 8 juli 1864.
Het wordt bediend door treinen van drie spoorlijnen: Kystbanen Helsingør - Kopenhagen H van Danske Statsbaner (met doorverbindingen via Luchthaven Kastrup naar diverse bestemmingen in Zweden) en twee regionale lijnen van Lokalbanen: Hornbækbanen Helsingør - Hornbæk - Gilleleje - Hillerød (die het station binnenkomt en verlaat via een stuk straatspoor langs het stationsgebouw) en Lille Nord Helsingør - Snekkersten - Hillerød.
Tot de opening van de Sontbrug in 2000 gingen alle treinen tussen Denemarken en Zweden hier met de spoorpont naar Helsingborg. Na 2000 worden alleen voetgangers en andere vervoersmiddelen met de autoveerboot van onder meer Scandlines vervoerd.